# Anus
L'anus o ses és l'extrem terminal del tub digestiu, localitzat a la regió perineal. Està constituït per múscul esfínter voluntari (intern i extern), recobert de mucosa, essent una obertura a través de la qual els materials de rebuig de la digestió surten del cos. El límit entre recte i anus és la línia pectínia, on l'epiteli columnar simple intestinal es fusiona amb l'epiteli escatós del canal anal.
L'anuscòpia, amb biòpsia o sense, és un procediment fonamental pel diagnòstic de les malalties que afecten aquesta zona.
El càncer d'anus és una patologia poc freqüent, sovint relacionada amb la infecció pel virus del papil·loma humà tipus 16 i 18.
L'atrèsia anal i l'anus doble són malformacions congènites que moltes vegades es presenten associades a defectes en altres parts del cos. L'anus anterior ectòpic pot ser causa de restrenyiment infantil, sobretot en nenes.

Anatomia de l'anus humà. Secció frontal.